# Campeonato da Europa de Atletismo de 2014 - Lançamento de disco feminino
A prova do lançamento de disco feminino do Campeonato da Europa de Atletismo de 2014 foi disputada entre os dias 15 e 16 de agosto de 2014 no Estádio Letzigrund em Zurique, na Suíça. 

## Recordes
Antes desta competição, os recordes mundiais e do campeonato nesta prova eram os seguintes:
|                       | Nome             | Nacionalidade     | Distância | Local          | Data                 |
| --------------------- | ---------------- | ----------------- | --------- | -------------- | -------------------- |
| Recorde mundial       | Gabriele Reinsch | Alemanha Oriental | 76m 80cm  | Neubrandenburg | 9 de julho de 1988   |
| Recorde do campeonato | Diana Sachse     | Alemanha Oriental | 71m 36cm  | Estugarda      | 28 de agosto de 1986 |
| Recorde europeu       | Gabriele Reinsch | Alemanha Oriental | 76m 80cm  | Neubrandenburg | 9 de julho de 1988   |

## Medalhistas
| Ouro                  | Prata                      | Bronze              |
| Sandra Perković (HRV) | Melina Robert-Michon (FRA) | Shanice Craft (GER) |

## Cronograma
Todos os horários são locais (UTC+2).
| Data         | Hora  | Evento       |
| ------------ | ----- | ------------ |
| 15 de agosto | 10:10 | Qualificação |
| 16 de agosto | 16:45 | Final        |

## Resultados

### Qualificação
Qualificação: Desempenho de 57.50 m (Q) ou os 12 melhores qualificados (q).
| Posição | Grupo | Atleta                   | Nacionalidade | #1    | #2    | #3    | Resultados | Notas |
| ------- | ----- | ------------------------ | ------------- | ----- | ----- | ----- | ---------- | ----- |
| 1       | B     | Sandra Perković          | Croácia       | 63.93 |       |       | 63.93      | Q     |
| 2       | A     | Mélina Robert-Michon     | França        | 63.62 |       |       | 63.62      | Q     |
| 3       | A     | Shanice Craft            | Alemanha      | 61.88 |       |       | 61.88      | Q     |
| 4       | B     | Anna Rüh                 | Alemanha      | 59.84 |       |       | 59.84      | Q     |
| 5       | B     | Zinaida Sendriūtė        | Lituânia      | 56.76 | 58.69 |       | 58.69      | Q     |
| 6       | B     | Yekaterina Strokova      | Rússia        | 53.86 | 58.35 |       | 58.35      | Q     |
| 7       | A     | Julia Fischer            | Alemanha      | 54.92 | 57.78 |       | 57.78      | Q     |
| 8       | A     | Yuliya Maltseva          | Rússia        | x     | 57.73 |       | 57.73      | Q     |
| 9       | B     | Eliška Staňková          | Chéquia       | 51.41 | 51.61 | 55.79 | 55.79      | q     |
| 10      | B     | Sanna Kämäräinen         | Finlândia     | 54.01 | 53.93 | 54.64 | 54.64      | q     |
| 11      | B     | Sofia Larsson            | Suécia        | 54.22 | x     | x     | 54.22      | q     |
| 12      | A     | Jitka Kubelová           | Chéquia       | 52.52 | 49.56 | 53.82 | 53.82      | q     |
| 13      | B     | Valentina Aniballi       | Itália        | 53.60 | x     | 51.16 | 53.60      |       |
| 14      | A     | Irina Rodrigues          | Portugal      | 51.69 | 52.53 | 51.53 | 52.53      |       |
| 15      | A     | Julia Wiberg             | Suécia        | x     | 52.40 | 50.81 | 52.40      |       |
| 16      | A     | Dragana Tomašević        | Sérvia        | 52.21 | x     | x     | 52.21      |       |
| 17      | B     | Androniki Lada           | Chipre        | 49.13 | x     | 52.18 | 52.18      |       |
| 18      | A     | Hrisoula Anagnostopoulou | Grécia        | x     | x     | 51.08 | 51.08      |       |
| 19      | A     | Katri Hirvonen           | Finlândia     | x     | 50.93 | x     | 50.93      |       |
| 20      | B     | Grete Etholm             | Noruega       | 49.31 | 50.83 | 50.55 | 50.83      |       |
| 21      | B     | Nataliya Semenova        | Ucrânia       | x     | x     | 46.57 | 46.57      |       |
| 22      | A     | Sabina Asenjo            | Espanha       | x     | x     | x     | NM         |       |

### Final
| Posição           | Atleta               | Nacionalidade | #1    | #2    | #3    | #4    | #5    | #6    | Resultados | Notas           |
| ----------------- | -------------------- | ------------- | ----- | ----- | ----- | ----- | ----- | ----- | ---------- | --------------- |
| Medalha de ouro   | Sandra Perković      | Croácia       | 64.58 | 67.37 | 68.78 | x     | 71.08 | x     | 71.08      | ,               |
| Medalha de prata  | Mélina Robert-Michon | França        | 55.08 | 62.96 | 59.05 | 65.33 | x     | 62.18 | 65.33      |                 |
| Medalha de bronze | Shanice Craft        | Alemanha      | 62.36 | 64.33 | 61.33 | 64.01 | 62.66 | 60.71 | 64.33      |                 |
| 4                 | Anna Rüh             | Alemanha      | 62.46 | 60.34 | 59.46 | 60.61 | 58.84 | 60.96 | 62.46      |                 |
| 5                 | Julia Fischer        | Alemanha      | 58.97 | 61.20 | 55.51 | 59.26 | x     | x     | 61.20      |                 |
| 6                 | Zinaida Sendriūtė    | Lituânia      | 57.93 | 59.16 | 57.07 | 60.65 | 58.01 | 58.26 | 60.65      |                 |
| 7                 | Sanna Kämäräinen     | Finlândia     | 60.52 | 55.53 | x     | 58.16 | x     | 56.47 | 60.52      | Recorde pessoal |
| 8                 | Yuliya Maltseva      | Rússia        | 60.40 | x     | 57.53 | x     | 59.09 | x     | 60.40      |                 |
| 9                 | Yekaterina Strokova  | Rússia        | 59.02 | 58.91 | 59.13 |       |       |       | 59.13      |                 |
| 10                | Eliška Staňková      | Chéquia       | 55.88 | 52.29 | x     |       |       |       | 55.88      |                 |
| 11                | Sofia Larsson        | Suécia        | 51.81 | x     | x     |       |       |       | 51.81      |                 |
| 12                | Jitka Kubelová       | Chéquia       | 47.58 | 50.54 | 50.09 |       |       |       | 50.54      |                 |

Legenda
| Recorde mundial       | Recorde mundial (World record)               |                       | Recorde africano                      | Recorde africano (African) |                                           | Q | Classificado por posição (Qualified) |
| Recorde do campeonato | Recorde do campeonato (Championship record)  | Recorde da América    | Recorde da América (Americas)         | q                          | Classificado por melhor tempo (Qualified) |   |                                      |
| Melhor marca do ano   | Melhor marca do ano (World leading)          | Recorde asiático      | Recorde asiático (Asian)              | DNS                        | Não largou (Did not start)                |   |                                      |
| Recorde nacional      | Recorde nacional (National record)           | Recorde europeu       | Recorde europeu (European)            | DNF                        | Não terminou (Did not finish)             |   |                                      |
| Recorde pessoal       | Recorde pessoal do atleta (Personal best)    | Recorde da Oceania    | Recorde da Oceania (Oceania)          | DSQ / DQ                   | Desclassificado (Disqualified)            |   |                                      |
| Recorde da temporada  | Recorde da temporada do atleta (Season best) | Recorde sul-americano | Recorde sul-americano (South America) | NM                         | Sem marca (No mark)                       |   |                                      |